# Línia llombarda
La Línia llombarda (en italià: Linea lombarda) va ser un moviment artístic i literari desenvolupat a Itàlia septentrional, especialment a la regió de Llombardia, que va tenir el seu centre a Milà a finals del segle XIX i va florir durant els tres primers quarts del segle xx.
Aquest moviment literari va ser nomenat per Luciano Anceschi a la seva antologia Linea lombarda (1952), que incloïa obres publicades i inèdites de diversos autors.

## Origen
El terme Linea lombarda prové d'un conjunt de temes i autors, en els quals es combina un "Weltanschauung" típicament llombard. Així, els autors del romanticisme tardà, scapigliatura i simbolisme, futurisme i realisme màgic estan tots representats.
Cal destacar que durant la dècada de 1950 es va formar un grup d'escriptors, poetes i crítics (que estaven vinculats a la definició de la línia llombarda). El grup es va reunir al Blue Bar de Milà, a la plaça Filippo Meda, entre ells Luciano Erba, Vittorio Sereni i Piero Chiara.

## Escriptors i poetes[3]

### Primera generació
- Alessandro Manzoni (1785–1873)
- Cletto Arrighi (1828–1906)
- Camillo Boito (1836–1914)
- Iginio Ugo Tarchetti (1839–1869)
- Emilio Praga (1839–1875)
- Achille Bizzoni (1841–1904)
- Arrigo Boito (1842–1918)
- Ludovico Corio (1847–1911)
- Carlo Dossi (1849–1910)

### Segona generació
- Paolo Valera (1850–1926)
- Emilio De Marchi (1851–1901)
- Gian Pietro Lucini (1867–1914)
- Carlo Bertolazzi (1870–1916)
- Carlo Linati (1878–1949)
- Delio Tessa (1886–1939)
- Augusto De Angelis (1888–1944)

### Tercera generació
- Massimo Bontempelli (1878–1960)
- Alberto Savinio (1891–1952)
- Carlo Emilio Gadda (1893–1973)
- Roberto Rebora (1910–1992)
- Aldo Buzzi (1910–2009)
- Giorgio Scerbanenco (1911–1969)
- Vittorio Sereni (1913–1983)
- Piero Chiara (1913–1986)
- Luigi Santucci (1918–1999)
- Alberto Vigevani (1919–1999)

### Quarta generació
- Giorgio Simonotti Manacorda (1915–1971)
- Giorgio Orelli (1921–2013)
- Luciano Erba (1922–2010)
- Giovanni Testori (1923–1993)
- Lento Goffi (1923–2008)
- Ottiero Ottieri (1924–2002)
- Renato Olivieri (1925–2013)
- Luciano Prada (1926–1994)
- Umberto Simonetta (1926–1998)
- Vittorio Orsenigo (1926)
- Giorgio Cesarano (1928–1975)
- Giancarlo Majorino (1928–2021)
- Danilo Montaldi (1929–1975)
- Carlo Castellaneta (1930–2013)
- Franco Loi (1930–2021)
- Giovanni Raboni (1932–2004)
- Sandro Boccardi (1932–2023)
- Raffaele Crovi (1934–2007)
- Angelo Fiocchi (1935-)
- Tiziano Rossi (1935-)
- Grytzko Mascioni (1936–2003)
- Rodolfo Quadrelli (1939–1984)
- Giampiero Neri (1927–2023)
- Maurizio Cucchi (1945-)